# Sherman (Connecticut)
Sherman es un pueblo ubicado en el condado de Fairfield en el estado estadounidense de Connecticut. En el año 2000 tenía una población de 3.827 habitantes y una densidad poblacional de 73 personas por km².

## Geografía
Sherman se encuentra ubicada en las coordenadas 41°34′46″N 73°29′44″O / 41.57944, -73.49556.

## Demografía
Según la Oficina del Censo en 2000 los ingresos medios por hogar en la localidad eran de $76,202, y los ingresos medios por familia eran $81,996. Los hombres tenían unos ingresos medios de $61,513 frente a los $42,134 para las mujeres. La renta per cápita para la localidad era de $39,070. Alrededor del 3.1% de la población estaban por debajo del umbral de pobreza.